# ГЕС Ремета
ГЕС Ремета — гідроелектростанція на заході Румунії, у повіті Біхор (історичний регіон Кришана). Створює єдиний гідрокомплекс із ГЕС Мунтені I.
Станція розрахована на використання ресурсів річок Драган та Săcuieu, які є лівими притоками Криш-Репедя (впадає у Криш, ліву притоку Тиси). На Драган у період між 1979 та 1986 роками спорудили аркову греблю висотою 120 метрів, довжиною 424 метри, шириною від 28 до 6 метрів (по основі та гребеню). На її спорудження було витрачено 480 тис. м3 бетону. Створене греблею водосховище, що охоплює долини як самого Драгану, так і його притоки Sebesel, має площу поверхні 292 гектари та об'єм 112 млн м3 (корисний об'єм 100 млн м3). Максимальний рівень води для нормальних умов визначено на відмітці 851 метр над рівнем моря, мінімальний рівень, при якому можливе виробництво електроенергії — 792 метри.
До сховища на Драгані здійснюється деривація із розташованої далі на схід долини Săcuieu. Тут споруджена гребля висотою 20,5 метра та довжиною 150 метрів, яка створила водосховище із площею поверхні 12,8 гектара та об'ємом 0,7 млн м3. Оскільки рівень сховища в долині Săcuieu недостатній для самопливної деривації, споруджена насосна станція, яка при потужності у 8,8 МВт має проєктне споживання електроенергії на рівні 22,6 млн кВт·год на рік та може перекачувати 3,7 м3/сек. На своєму шляху тунель Săcuieu — Драган також отримує ресурс із вісьмох інших водотоків.
Нарешті, у сховище Драган через водозбірний тунель потрапляє вода з гірського масиву Cârligatele.
Зі сховища Драган по тунелю довжиною 4,2 км та діаметром 3,6 метра вода подається до напірної шахти ГЕС Ремета. Остання розташована на глибині 22 метри під долиною Văii Bisericii у басейні річки Лада (ще одна ліва притока Криш-Репедя, долина якої лежить західніше від долини Драган). Ця схема забезпечує напір у 334 метри, який дозволяє за допомогою двох турбін типу Френсіс із потужністю по 50 МВт виробляти на рік до 200 кВт·год електроенергії.
Відпрацьована вода подається на наступну ГЕС у цьому дворівневому каскаді — Мунтені І.
Видача продукції відбувається по ЛЕП, що працює під напругою 110 кВ.